# Guapirama
Guapirama är en kommun i Brasilien.   Den ligger i delstaten Paraná, i den södra delen av landet, 900 km söder om huvudstaden Brasília. Antalet invånare är 3 886.
Omgivningarna runt Guapirama är huvudsakligen savann. Runt Guapirama är det glesbefolkat, med 13 invånare per kvadratkilometer.